# Franco López
Franco López (ur. 4 lutego 1989 w Machagai) – argentyński siatkarz, gra na pozycji libero.
Debiutował w Machagai Club. Obecnie reprezentuje barwy Villa María Voley.